# 井上弘美
井上 弘美（いのうえ ひろみ、1953年5月26日 - ）は、俳人。

## 人物・来歴
京都府生まれ。1984年関戸靖子に師事。1988年「泉」入会、綾部仁喜に師事。1991年「泉」新人賞、1994年「泉」賞受賞。2004年より早稲田大学大学院教育学研究科修士課程において近世俳文学を研究。2012年「汀」創刊主宰。俳人協会幹事、日本文藝家協会会員、俳文学会会員。武蔵野大学客員教授。朝日新聞京都俳壇選者。『読む力』で第35回俳人協会評論賞。

## 著書
- 『風の事典』 (精鋭女流句集シリーズ) 牧羊社, 1992.9
- 『あをぞら 句集』 (シリーズ<平成の俳人>) 富士見書房, 2002.7
- 『汀 井上弘美句集』 (泉叢書) 角川SSコミュニケーションズ, 2008.9
- 『井上弘美句集』 (現代俳句文庫) ふらんす堂, 2012.1
- 『俳句上達9つのコツ じぶんらしい句を詠むために』 (NHK俳句) NHK出版, 2013.9
- 『2段階添削で学ぶ実践俳句塾』本阿弥書店, 2015.4
- 『顔見世 俳句日記2013』ふらんす堂, 2016.3
- 『季語になった京都千年の歳事』角川文化振興財団, 2017.4
- 『読む力』 (角川俳句コレクション) 角川文化振興財団, 2020.4
- 『夜須礼 句集』(汀叢書) 角川文化振興財団, 2021.4
- 『俳句劇的添削術』角川新書 2022.8

共著
- 『〇×で鍛える!句会の練習帖』 (教養・文化シリーズ. 別冊NHK俳句) 岸本葉子共著. NHK出版, 2022.8